# Roosje (Hildo Krop)
Het monument voor de uitvinding van de kunstzijde, lokaal beter bekend als Roosje, is een standbeeld in de Nederlandse stad Arnhem, gemaakt door Hildo Krop.

## Achtergrond
In 1913 werd de eerste Nederlandse kunstzijde geproduceerd bij de Nederlandse Kunstzijdefabriek in Arnhem, die bekendheid kreeg onder de naam ENKA. In 1922 werd een tweede fabriek in Ede geopend. In 1929 ging het bedrijf samen met het Duitse kunstvezelbedrijf Vereinigte Glanzstoff Fabriken op in de Algemene Kunstzijde Unie (AKU). In 1938 werd het zilveren jubileum gevierd. Het personeel bood ter gelegenheid daarvan aan het bestuur en vennoten van de AKU een monument aan, dat werd gemaakt door de Amsterdamse beeldhouwer Hildo Krop. Het werd geplaatst op het fabrieksterrein, in de tuin tussen de gebouwen San Luca en Kernheim. Het geheel bestond uit een licht gebogen bakstenen muur, met centraal een halfronde uitsparing met natuurstenen omlijsting, waarop reliëfs waren aangebracht. Voor de muur stond een naakte vrouwenfiguur, zinnebeeld van schoonheid, op een voetstuk van vijf pilaren, verwijzend naar de vijf werelddelen. Het monument werd op 10 juni 1938 onthuld door Max Steenberghe, minister van Economische Zaken, in aanwezigheid van genodigden, onder wie Schelto van Heemstra, commissaris van de koningin in Gelderland, Henri Bloemers burgemeester van Arnhem en een tweetal oud-burgemeesters.
Het beeld van de vrouw, bij het personeel bekend als Roosje, werd bij herinrichting van het fabrieksterrein in 1960 verplaatst naar de huidige locatie. Het was de bedoeling dat Krop een nieuwe opzet zou maken, maar hij kwam daar door ziekte niet aan toe. Roosje kreeg op de nieuwe locatie een eenvoudige, zeskantige sokkel, waar aan de bovenzijde de muurreliëfs zijn aangebracht.

## Beschrijving
Roosje zelf is een naakte vrouwenfiguur ten voeten uit, uitgevoerd in brons. Ze heeft haar beide handen tot naast haar hoofd geheven en houdt in de linkerhand een afhangende doek. Ze heeft haar linkerknie gebogen. Op de sokkel (voorheen in de muur achter het beeld) zijn reliëfs geplaatst met het wapen van Arnhem en het wapen van Ede, Pallas Athena als godin van de wetenschap, daarnaast worden vier stappen in het arbeidsproces verbeeld door de maalkamerarbeider, de spinner, de opwikkelaarster en de conesorteerster.

## Galerij

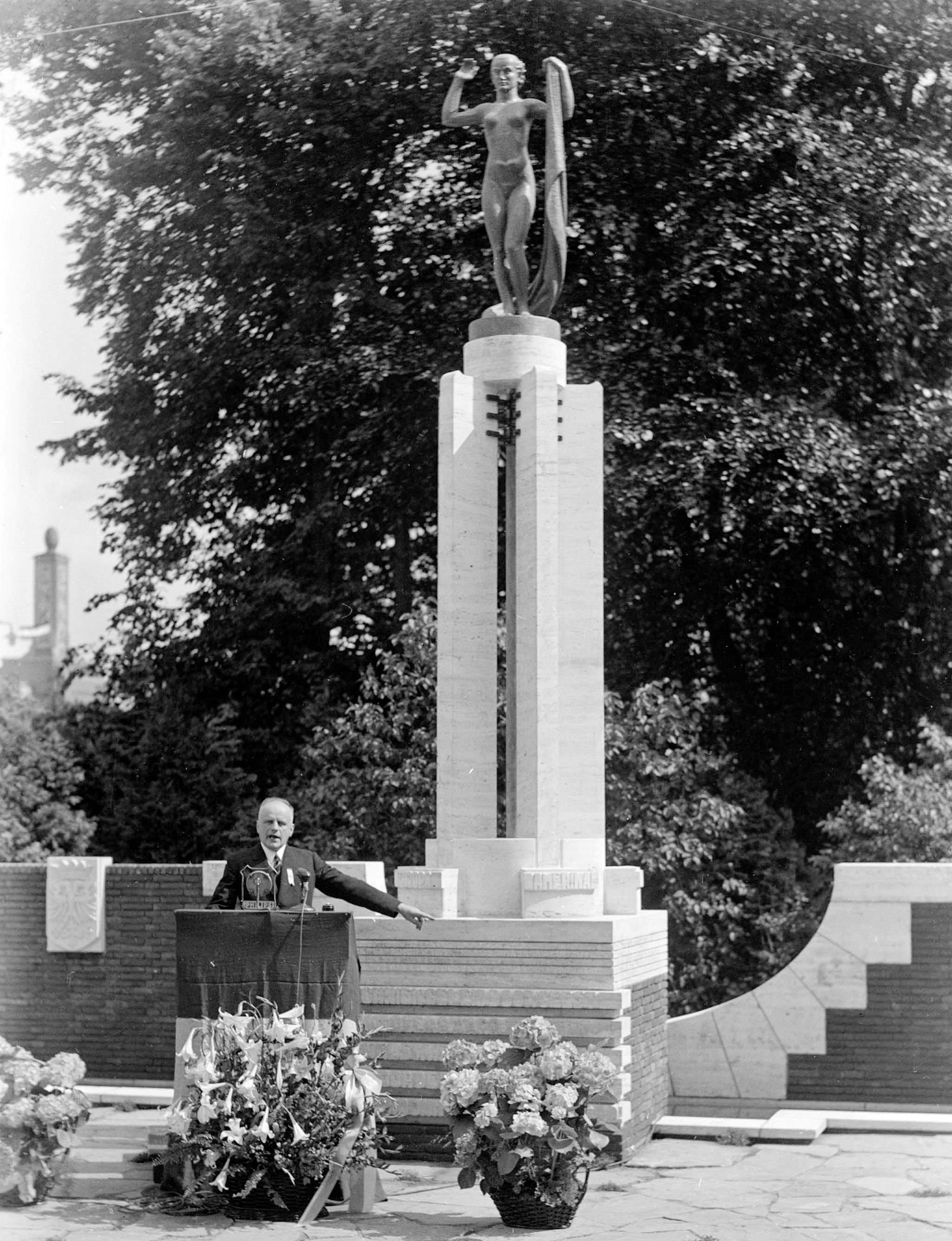
Tijdens de onthulling (1938)
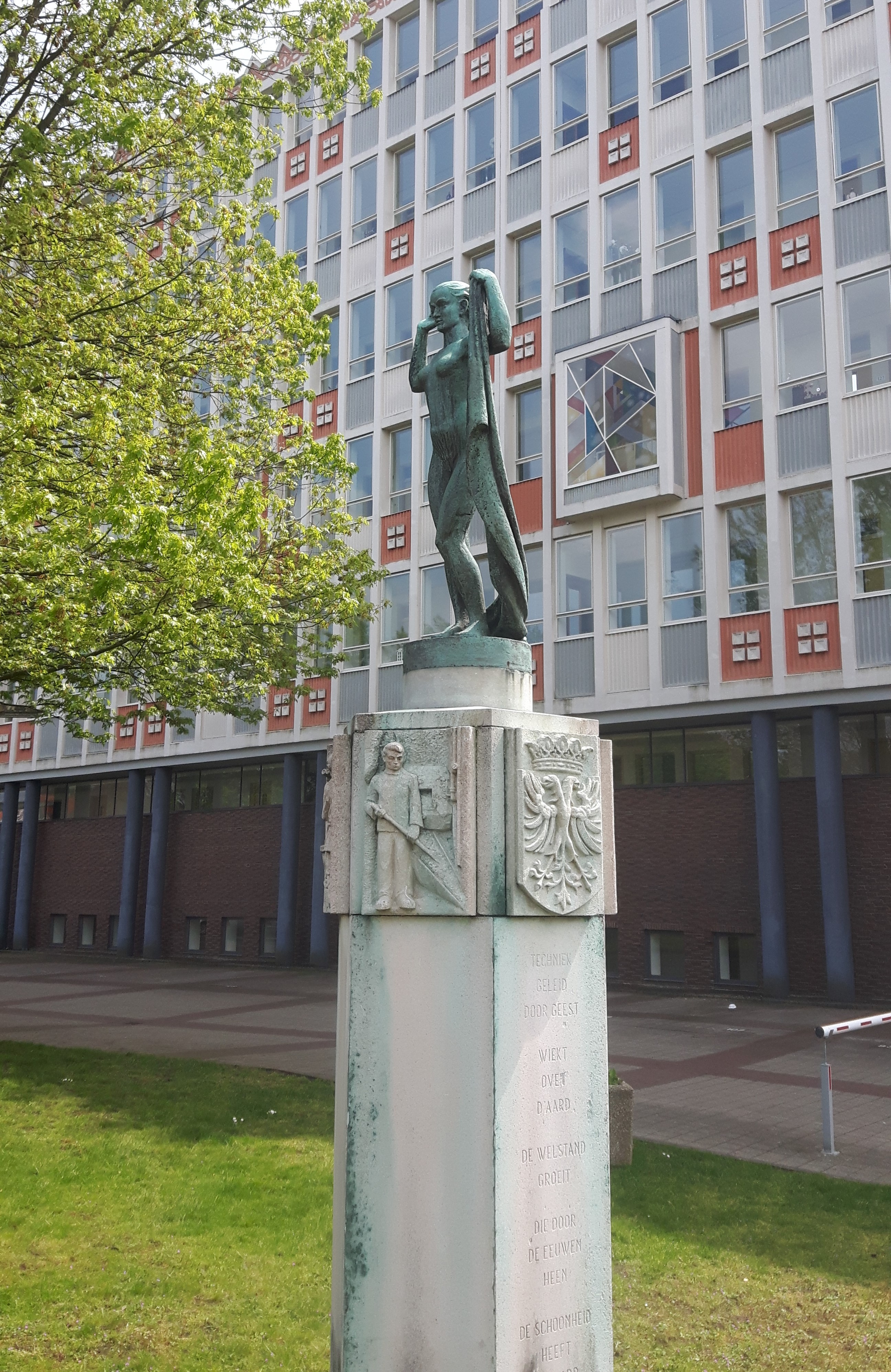
Voorzijde
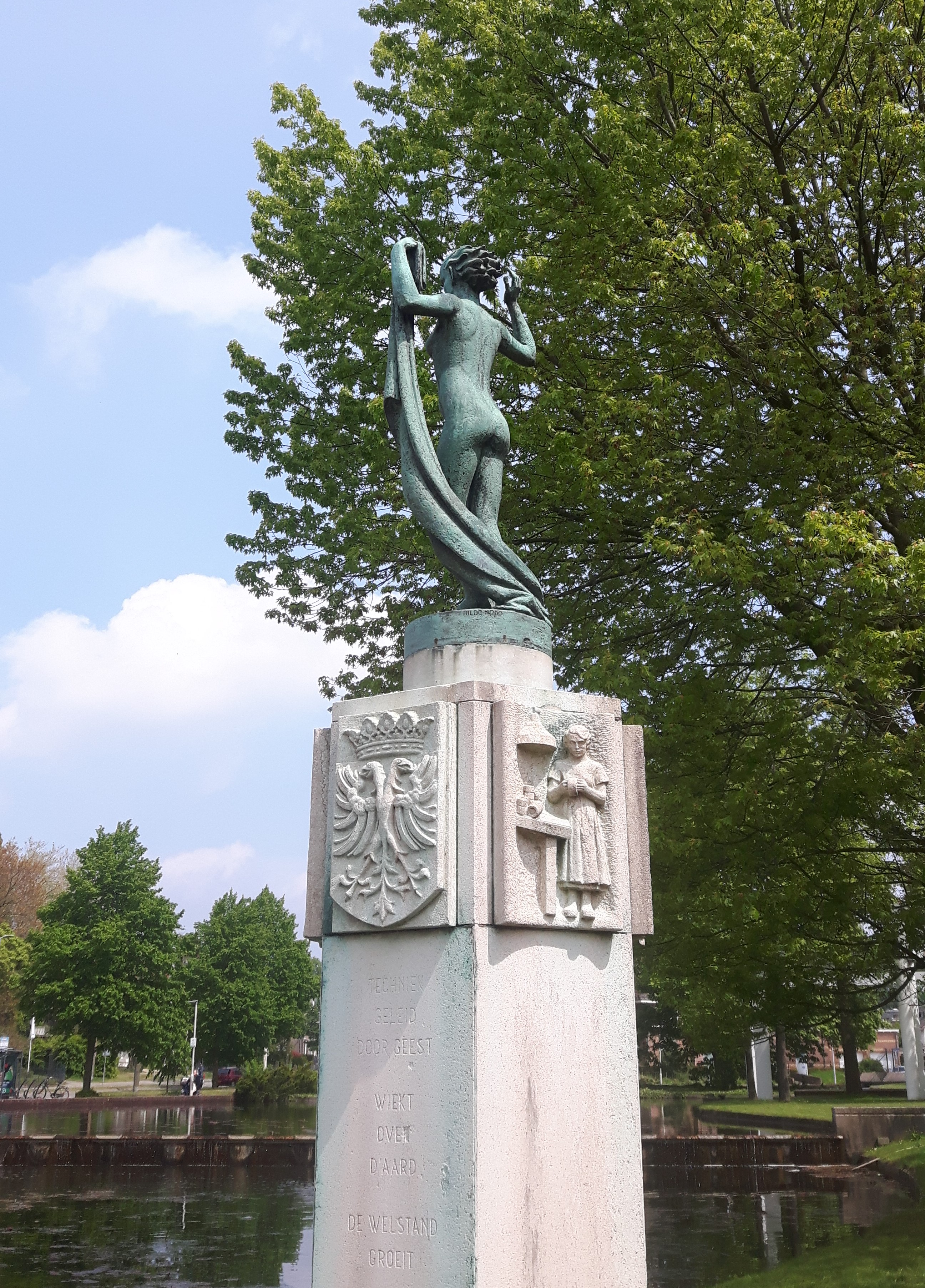
Achterzijde